# Marie-Annick Dézert
Pour les articles homonymes, voir Dézert.
Marie-Annick Dézert, née le 10 mai 1972 à Vire et morte le 23 août 2019, à Dijon, est une joueuse française de handball qui évoluait au poste de gardienne de but. 

## Carrière
Internationale entre 1990 et 2001, elle est vice-championne du monde en 1999. En clubs,,, Marie-Annick Dézert avait porté pendant deux saisons (1989-1991) les couleurs du Dreux AC, en Nationale 1A. Après la relégation de l'équipe, elle avait ensuite évolué au Stade français Issy (1991-1994), avant une longue aventure au Cercle Dijon Bourgogne (1994-2003), seulement entrecoupée par une année à Béthune (1996-1997). Elle avait pris sa retraite en 2005, après deux ultimes saisons à Toulon Saint-Cyr VHB.

## Palmarès

### Club
compétitions nationales
- 3e place du championnat de France (1) : 2002 et 2003
- finaliste de la coupe de France (1) : 2002
- finaliste de la coupe de la Ligue (1) : 2003

### Équipe de France
- Médaille d'argent aux Jeux méditerranéens de 1991
- Médaille d'argent aux Jeux méditerranéens de 1993 en Languedoc-Roussillon
- Vice-championne du monde 1999,  Norvège et  Danemark
- Médaille d'or aux Jeux méditerranéens de 2001 à Tunis